# Савровский сельский совет
Савровский сельский совет (укр. Саврівська сільська рада) — входит в состав
Пятихатского района
Днепропетровской области
Украины.
Административный центр сельского совета находится в 
с. Савро.

## Населённые пункты совета
- с. Савро
- с. Балковое
- с. Вольное
- с. Галина Лозоватка
- с. Демурино-Варваровка
- с. Каменное
- с. Новоивановка
- с. Червоная Поляна
- с. Чигриновка

## Ликвидированные населённые пункты совета
- с. Тихое